# 路易吉·斯卡拉贝洛
路易吉·斯卡拉贝洛（義大利語：Luigi Scarabello，1916年6月17日—2007年7月2日），意大利男子足球运动员。他曾代表意大利参加1936年夏季奥林匹克运动会足球比赛，获得金牌。